# Il migliore (programma televisivo)
Il migliore era un programma televisivo italiano di prima serata nel genere quiz, l'ultimo condotto da Mike Bongiorno prima del suo addio definitivo a Mediaset e della sua susseguente morte, avvenuta l'8 settembre 2009. È andato in onda su Rete 4 per tre edizioni, dal 4 maggio all'8 giugno, dal 10 ottobre al 22 novembre 2006 e dal 5 aprile al 24 maggio 2007.
Lo show fu tratto da un format inglese prodotto dalla Celador (la stessa di Chi vuol essere milionario?) e trasmesso su ITV, intitolato Britain's Brainiest, che al suo esordio ottenne uno share di 33,5%.

## Il programma
Ad Il migliore partecipavano concorrenti di variegate categorie professionali precise, e aveva lo scopo dichiarato di voler assegnare la palma di "cervellone" al migliore fra ognuno di loro, attraverso una serie di domande ad eliminazione che ricalcano lo schema del quiz classico. Il gioco era suddiviso in cinque prove sempre più difficili.
La prima vede i concorrenti scendere subito da 16 a 12. Avevano 15 secondi di tempo per dare le tre risposte esatte, scegliendo tra nove alternative. Passavano a quella successiva i primi sei dei due gruppi da otto, mentre gli ultimi 2 dei suddetti gruppi (4 in totale), sono eliminati dalla gara.
Successivamente, nella seconda manche i concorrenti si affrontavano in sfide a due, attraverso domande di cultura generale; chi arrivava per primo a cinque nel computo delle risposte esatte, passava alla fase successiva. In essa, chi dava la risposta errata, regalava il punto all'avversario, favorendolo anche al passaggio del turno.
I sei concorrenti rimasti (vincitori delle sfide a due) si sfidavano al gioco dell'"SMS", ove i concorrenti dovevano indovinare, attraverso una tastiera numerica simile a quella del cellulare, una parola avente a che fare con l'argomento dato e le lettere che la componevano erano nascoste dietro a dei numeri, che potrebbero corrispondere alle lettere della tastiera medesima; chi per primo riusciva ad indovinare la frase, sarebbe stato colui che sceglieva per primo l'argomento nella fase del "Tutto in un minuto", poi via via tutti gli altri.
In questa terza manche ciascuno dei concorrenti rimasti, a turno, aveva a disposizione un solo minuto per rispondere a domande serrate su un unico tema che il concorrente aveva scelto, ed erano le stesse in ogni puntata (arte, scienza, natura, lingue e libri, sport, storia, televisione, geografia, attualità, cucina, cinema, musica). Essa prevedeva due giri di sfida: passava chi, sommando le risposte dei 2 minuti (due giri, quindi), risultava in prima, seconda o terza posizione della graduatoria.
Nella quarta manche, i tre concorrenti rimasti si sfidavano al tabellone composto da 36 caselle, colorate utilizzando i colori abbinati ai concorrenti e, di conseguenza, alla materia da loro scelta. I colori erano il giallo, il rosso e il blu, o il bianco. In questo caso, si trattava di domande di cultura generale. Prima dell'inizio, i concorrenti avevano a disposizione pochi secondi di tempo (solitamente 5-8 secondi) per memorizzare la distribuzione dei colori. Una volta terminato, i concorrenti sceglievano una casella: se risultava corrispondente al proprio colore e materia, avevano 10 secondi di tempo per rispondere ad una domanda. Se rispondevano correttamente, conquistavano 2 punti, in caso contrario, nulla. Se veniva scelta una casella di colore abbinato ad un altro concorrente, si ricevevano 3 punti in caso di risposta esatta. Risposte esatte a domande delle caselle di cultura generale aumentavano il punteggio solamente di un punto. I due col punteggio più alto andranno alla fase conclusiva del gioco.
La manche finale consiste ne "La gabbia di vetro", ove i due concorrenti superstiti venivano posti dietro una gabbia con otto pannelli di vetro. Vinceva chi tra i due li "rompeva" tutti, ovverosia dando la risposta giusta alla stessa domanda rivolta in precedenza all'altro concorrente e che aveva risposto in modo errato. Al vincitore della puntata spettava 10.000 euro di montepremi, mentre allo sconfitto un viaggio pagato dalla produzione.
Per l'edizione 2007 (l'ultima) del quiz vennero introdotte alcune varianti:
- il tempo sul primo gioco passava a 20 secondi, a cospetto dei 15;
- il terzo classificato, sconfitto dalla manche delle caselle vinceva un navigatore satellitare.

### Puntate VIP
Ve ne sono state due ed entrambe con esponenti di spicco della Mediaset. La prima nella primavera 2006, la quale è stata una sfida tra giornalisti, mentre la seconda, in autunno dello stesso anno, ebbe come concorrenti dei conduttori. La prima sfida fu vinta da Fabrizio Summonte del TG5, la seconda invece da Gerry Scotti, vincendo la finale (contro Irene Pivetti) con il punteggio di 8-5.